# Theatre of Voices
Theatre of Voices er et vokalensemble grundlagt af Paul Hillier i 1990.
Ensemblet blev dannet af Paul Hillier, mens han underviste på University of California, som en måde at optræde med mere moderne musik. Det var oprindeligt baseret i USA, bestående af medlemmer herfra og Storbritannien. Efter Hillier flyttede til København i 2003, blev medlemskabet af gruppen udvidet med medlemmer fra Danmark og Polen.
De har haft tætte samarbejder med adskillige komponister og instrumentalensembler: Arvo Pärt, Steve Reich, Terry Riley, John Cage, Kronos Kvartetten, Ingram Marshall, John Adams, Karlheinz Stockhausen, Pelle Gudmundsen-Holmgreen, London Sinfonietta, Michala Petri, Jóhann Jóhannsson, Fretwork, Phantasm, Concerto Copenhagen, Kaija Saariaho, Peter Sellars, David Lang, Michael Gordon, Pablo Ortiz, Heiner Goebbels, Smith Quartet, Meta4 String Quartet, Helena Tulve, Sunleif Rasmussen, John Luther Adams og mange flere.
I 2010 modtog ensemblet en Grammy for David Langs The Little Match Girl Passion og var i 2013 nomineret til Nordisk Råds Musikpris. Numre fra ensemblet er at finde på soundtracks til film som La grande bellezza og Arrival, ligesom ensemblet har arbejdet på filmprojekter med Phie Amboe og Jóhann Jóhannsson. I løbet af 2018 medvirkede de i Kaija Saariahos opera Only the Sound Remains med forestillinger på både Opéra Garnier, Teatro Real og Lincoln Center. Det blev også til orkesterproduktioner med BBC Philharmonic og London Symphony Orchestra.

## Medlemmer

### Før 2003
- Ellen Hargis - soprano
- Steven Rickards - countertenor
- Paul Elliott - tenor
- Alan Bennett - tenor
- Paul Hillier - baritone
- Christopher Bowers-Broadbent - organ
- Wolodymyr Smishkewych - tenor

### Fra 2003
- Paul Hillier, baritone
- Else Torp, soprano
- Signe Asmussen, mezzo
- Miriam Andersén, mezzo
- Iris Oja, alto
- Chris Watson, tenor
- Johan Linderoth, tenor
- Jakob Bloch Jespersen, bass-baritone
- Louise Skovbæch Korsholm, soprano
- Bente Vist, soprano
- Hanna Kappelin, soprano
- Randi Pontoppidan, mezzo
- Kristin Mulders, mezzo
- William Purefoy, countertenor
- Daniel Carlsson, countertenor
- Wolodymyr Smishkewych, tenor
- Adam Riis, tenor
- Julian Podger, tenor
- Jesenka Balic Zunic, violin
- Karolina Radziej, violin
- Rastko Roknic, viola
- Joel Sundin, viola
- Mime Brinkmann, cello
- Lars Baunkilde, violone
- Fredrik Bock, lut
- Michala Petri, blokfløjte
- Bine Bryndorf, orgel
- Allan Rasmussen, orgel
- Christopher Bowers-Broadbent, orgel
- Ian Dearden, lyddesign
- Jonas Jensen, lyddesign

## Discography
- William Byrd: Motets & Mass for 4 Voices (1994).
- Orlande de Lassus: St. Matthew Passion; Paschal Vigil (1994).
- Carols From the Old & New Worlds (1994).
- Proensa (1994) - various medieval.
- Joan Airas de Santiago and King Dinis I of Portugal: Cantigas from the Court of Dom Dinis (1995) - Cantigas de Santa Maria and songs.
- Thomas Tallis: Lamentations, Motets, String Music (1996)- works by Thomas Tallis
- Steve Reich: Proverb/Nagoya Marimbas/City Life (1996)
- The Age of Cathedrals (1996) - various Notre Dame school composers.
- Arvo Pärt: De Profundis (1997).
- Carols from the Old & New Worlds, Vol. 2 (1998).
- John Cage: Litany for the Whale (1998).
- Monastic Chant: 12th & 13th Century Monophonic Chant (1998).
- Home to Thanksgiving (1999).
- Hoquetus (1999) - medieval Hockets.
- Arvo Pärt: I Am the True Vine (2000).
- Ingram Marshall: Kingdom Come; Hymnodic Delays; Fog Tropes II for String Quartet and Tap (2001)
- Fragments (2002).
- The Cries of London with Fretwork
- Karlheinz Stockhausen: Stimmung (Copenhagen Version). Else Torp, Louise Skovbæch, Clara Sanabras, Wolodymyr Smishkewych, Kasper Eliassen, Andrew Hendricks; Ian Dearden, sound diffusion. (recorded 2006). Harmonia Mundi CD HMU 807408. (2007).
- David Lang: The Little Match Girl Passion (2009) with Ars Nova Copenhagen
- Mixed Company (2012) with London Sinfonietta
- Buxtehude and his Circle (2016; recorded in 2013).
- Green Ground (2016) with Kronos Quartet
- Jóhann Jóhannsson: Arrival (2016) from the film Arrival
- Jóhann Jóhannsson: Orphée (2016)
- In Dulci Jubilo – Music for the Christmas season by Buxtehude and friends (2017)
- Jóhann Jóhannsson: Englabörn & Variations (2017)
- Mary Magdalene (2018) from the film Mary Magdalene
- Jóhann Jóhannsson and Yair Elazar Glotman: First and Last Men (2020)

## External links
- Officiel hjemmeside
- på Goldberg web